# کوپا (داغستان)
کوپا (به لاتین: Kuppa) یک منطقهٔ مسکونی در روسیه است که در شهرستان لواشینسکی واقع شده‌است.